# 葉利斯克區
葉利斯克區（羅馬化：Yel'skiy rayon）是白俄羅斯東南部戈梅利州的一個區，面積1,365.68平方公里，2009年人口17,839人，人口密度每平方公里13.06人。